# Samuel Blatchford

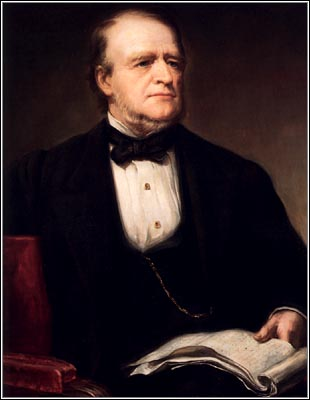
Samuel Blatchford

Samuel M. Blatchford (* 9. März 1820 in New York City; † 7. Juli 1893 in Newport, Rhode Island) war ein US-amerikanischer Jurist, der zuletzt Richter am Obersten Gerichtshof der USA (US Supreme Court) war.

## Leben

### Rechtsanwalt
Blatchfords Vater Richard Milford Blatchford war Rechtsanwalt und zeitweise Botschafter beim Heiligen Stuhl. Er selbst studierte nach dem Besuch der Grammar School am Columbia College, das er 1837 abschloss. Zwischen 1839 und 1841 war er Privatsekretär des damaligen New Yorker Gouverneurs William H. Seward, der später auch US-Senator für New York sowie Außenminister der Vereinigten Staaten war.
Neben dieser Tätigkeit studierte er die Rechtswissenschaften und trat nach der anwaltlichen Zulassung im Bundesstaat New York 1842 in die Anwaltskanzlei seines Vaters ein. 1854 ließ er sich in New York City nieder und gründete als Partner die Anwaltskanzlei Blatchford, Seward & Griswold, die heute noch unter dem Namen Cravath, Swaine & Moore besteht und zu den weltweit angesehensten Kanzlei gehört. Während seiner dortigen bis 1867 dauernden Tätigkeit erwarb er sich insbesondere einen Ruf als Fachmann für Handels- und Seerecht. Zwischenzeitlich war Blatchford, der ein Anhänger der Freimaurerei war, auch Trustee der Columbia University.

### Bundesrichter
1867 wurde Blatchford von US-Präsident Andrew Johnson zum Richter am United States District Court for the Southern District of New York, dem Bundesbezirksgericht für den Südbezirk von New York, ernannt und damit zum Nachfolger von Samuel Rossiter Betts, der dieses Richteramt mehr als 40 Jahre bekleidet hatte.
Nach elfjähriger Tätigkeit in diesem Amt ernannte ihn US-Präsident Rutherford B. Hayes am 4. März 1878 zum Richter am United States Court of Appeals für den zweiten Gerichtsbezirk. Dort wurde er Nachfolger des verstorbenen Richters Alexander S. Johnson.
Nach dem Rücktritt von Ward Hunt ernannte ihn US-Präsident Chester A. Arthur schließlich am 3. April 1882 zum Beigeordneten Richter am Obersten Gerichtshof der USA. Zuvor hatten der US-Senator aus Vermont George F. Edmunds sowie der ehemalige New Yorker US-Senator Roscoe Conkling eine Berufung zum Associate Justice abgelehnt. Das Amt des Beigeordneten Richters übte er bis zu seinem Tode aus. Sein Nachfolger wurde Edward Douglass White junior. Während seiner elfjährigen Tätigkeit am Obersten Gerichtshof verfasste er 430 Urteilsbegründungen und vertrat nur zwei Mal eine abweichende Meinung.
Blatchford war praktisch der erste Jurist, der als Richter auf allen drei Ebenen der Bundesrechtsprechung (US District Court, US Court of Appeals und US Supreme Court) tätig war. Da zu seiner Zeit das Gerichtssystem aber noch anders organisiert war, war Charles Evans Whittaker der erste, der in Folge auf allen drei Hierarchieebenen der US-amerikanischen Bundesgerichtsbarkeit tätig war.

### Sonstiges
Samuel Blatchford war ein Mitglied im Bund der Freimaurer.
Nach seinem Tod wurde Blatchford auf dem Green-Wood Cemetery in Brooklyn beigesetzt.

## Veröffentlichungen
- Reports of cases argued and determined in the district court of the United States for the southern district of New-York, 1855
- Reports of cases in prize, 1866
- Verification of invoices, 1869

## Hintergrundliteratur
- In memoriam. Samuel Blatchford, Nachruf des United States Supreme Court, 1893